# Gladenbach
Gladenbach is een stad in de Duitse deelstaat Hessen, gelegen in de Landkreis Marburg-Biedenkopf. De stad telt 12.285 inwoners.

## Geografie

Glandenbach gezien vanuit het zuiden

Gladenbach heeft een oppervlakte van 72,28 km² en ligt in het centrum van Duitsland, iets ten westen van het geografisch middelpunt.

## Stedenband
Gladenbach onderhoudt een stedenband met:
- Monteux, Frankrijk (1987)
- Tabarz, Thüringen (1991)
- Niemcza, Polen (1998)
- Londerzeel, België (2010)

Amöneburg ·
Angelburg ·
Bad Endbach ·
Biedenkopf ·
Breidenbach ·
Cölbe ·
Dautphetal ·
Ebsdorfergrund ·
Fronhausen ·
Gladenbach ·
Kirchhain ·
Lahntal ·
Lohra ·
Marburg ·
Münchhausen ·
Neustadt (Hessen) ·
Rauschenberg ·
Stadtallendorf ·
Steffenberg ·
Weimar (Lahn) ·
Wetter (Hessen) ·
Wohratal